# Листкорозміщення
Листкорозмі́щення — порядок розташування листків на стеблах, що відображує симетрію в будові пагона. Розрізняють: 1) спіральне, або чергове, листкорозміщення, при якому від кожного стеблового вузла відходить один листок (властиве більшості рослин); 2) супротивне листкорозміщення — у кожному вузлі сидять один проти одного два листки, при цьому взаємно перпендикулярно (у губоцвітих, бузку); 3) кільчасте листкорозміщення — від кожного вузла відходять три і більше листків (наприклад, у воронячого ока, елодії). Вертикальні лінії, які умовно можна провести через основи листків, що сидять один над одним, наз. ортостихами; спіральна лінія, умовно проведена через основи всіх листків, розташованих у проміжку між двома листками однієї ортостихи, наз. основною, або генетичною, спіраллю; сукупність листків на цій спіралі — листковим циклом, а кут між двома листками на горизонтальній проєкції листкового циклу — кутом розходження. Спіральне листкорозміщення виражають математично у вигляді дробу, чисельник якого — число обертів осн. спіралі в листковому циклі, а знаменник — кількість листків у ньому або число ортостих на стеблі.